# アセトン血性嘔吐症
アセトン血性嘔吐症（アセトンけっせいおうとしょう、acetonic vomiting）は、過労、精神的緊張、感染などによって誘引される嘔吐症で、血中にケトン体（アセトン）が多い状態になる。自家中毒（じかちゅうどく）、周期性嘔吐症（しゅうきせいおうとしょう）などとも言われる。小児に多い疾患で、2-10歳に好発する。

## 診断
尿中ケトン体が陽性となることから診断がなされる。

## 症状
吐き気、悪心、頻回の嘔吐、脱水症状など。
糖分の摂取ができないことで低血糖症状をおこすこともある。

## 治療
吐き気、嘔吐に対する吐き気止めや鎮静剤などが処方される。脱水がひどい場合は輸液が、感染症が誘因となった場合はその治療がなされる。

## 対応
繰り返すことが多いので、保護者は対応策を小児科の専門医などに聞いておく。外見からはまったく分からないが、本人は強い吐き気など感じていることを理解する姿勢が大切である。また、食事療法や日常でのストレスなどに留意し、予防に努める。
小建中湯(漢方)も効くという事。